# Estación Federal
Federal es una estación de ferrocarril ubicada en la localidad del mismo nombre del departamento homónimo en la provincia de Entre Ríos, República Argentina. El ramal Concordia-Paraná fue cerrado en 1992. 
Se encuentra precedida por la Estación El Cimarrón y le sigue Estación La Calandria.
El ramal de unos 50 km entre Hasenkamp y Federal fue comenzado a construir en febrero de 1912 y finalizado el tendido en 1914. Para el tramo desde Bovril hasta Federal fue firmado un contrato de arrendamiento el 31 de diciembre de 1915 que posibilitó que el Ferrocarril Entre Ríos realizara los trabajos restantes para terminar la obra y explotar el servicio. El contrato fue aprobado por decreto del 26 de mayo de 1916, que además libró al servicio público de cargas el tramo. Tras finalizar el contrato, el ramal fue entregado en 1921 a la Administración General de Ferrocarriles del Estado. La totalidad del ramal hasta Curuzú Cuatiá fue habilitado al tráfico el 20 de septiembre de 1920 luego de que el Primer Batallón de Ferrocarrileros del Ejército Argentino finalizara su construcción. 
El ramal de Federal a Concordia Norte fue construido por el Primer Batallón de Ferrocarrileros y fue habilitado el 26 de diciembre de 1930 con empalme en triángulo en Federal.
El 31 de diciembre de 1992 dejó de funcionar el coche motor entre Concordia y Paraná, que usaba el ramal entre Federal y El Pingo. Los trenes de carga desde Curuzú Cuatiá circularon esporádicamente hasta septiembre de 2006, quedando desde entonces abandonado el ramal. 